# Спинето (Анкона)
Спинето (итал. Spineto) насеље је у Италији у округу Анкона, региону Марке.
Према процени из 2011. у насељу је живело 18 становника. Насеље се налази на надморској висини од 308 м.